# Lepeophtheirus edwardsi
Lepeophtheirus edwardsi är en kräftdjursart som beskrevs av C. B. Wilson 1905. Lepeophtheirus edwardsi ingår i släktet Lepeophtheirus och familjen Caligidae. Inga underarter finns listade i Catalogue of Life.